# Witjastief 4
Das Witjastief 4 (auch Witjastiefe 4, Witjas-Tief(e) 4, Vitias-Tief(e) 4 oder Vitiaz-Tief(e) 4 genannt) ist ein Meerestief im südwestlichen Teil des Pazifischen Ozeans (Pazifik) und mit 10.047 m Meerestiefe die tiefste Stelle des Kermadecgrabens. Es wurde nach dem sowjetischen Forschungsschiff Witjas benannt.
Das Witjastief 4 befindet sich im südwestlichen Pazifik direkt östlich des Kermadec-Tonga-Rückens im Zentrum des Kermadecgrabens und rund 200 km (süd)östlich der Kermadecinseln. Es liegt bei etwa 32° südlicher Breite und 177° westlicher Länge.